# Sīra
Sīra är en ort i Indien.   Den ligger i distriktet Tumkur och delstaten Karnataka, i den södra delen av landet, 1 700 km söder om huvudstaden New Delhi. Sīra ligger 654 meter över havet och antalet invånare är 57 928.
Terrängen runt Sīra är platt. Runt Sīra är det ganska tätbefolkat, med 222 invånare per kvadratkilometer. Sīra är det största samhället i trakten. Trakten runt Sīra består till största delen av jordbruksmark.